# Регалии России
Исторические регалии Российского государства — знаки верховной власти монархических правителей России.
Все время существования монархии в России существовали и использовались инсигнии. Они изменялись со временем, одни из них служили государственными реликвиями больший срок, другие — меньший. Некоторые, перестав быть чисто монархическими клейнодами, перешли в геральдическое применение.
До нашего времени в музеях Московского Кремля и в Алмазном фонде сохраняются многочисленные регалии древней России. Они представляют все этапы развития монархической власти с XIII до начала XX столетия. Коллекция содержит образцы многих художественных стилей и ювелирных школ России и её восточных и западных соседей. Кроме того, что это собрание одно из наибольших по полноте и количеству отдельных единиц, оно представляет все исторические этапы развития российского государства, служит свидетельством тех или иных иностранных влияний на процесс развития его монархии в общем, на вкусы отдельных самодержцев в частности.

## Царские регалии
Церемония коронации или венчания не была известна на Руси во времена феодальной разрозненности. На Русь обряд коронации монарха был принесён византийской принцессой Софией Палеолог — второй женой Великого князя Ивана III и бабушкой Ивана Грозного — и её советчиками. Впервые такую коронацию — возложение драгоценного венца на престолонаследника — совершил сам Иван III в 1498 г. Он короновал «золотой шапкой Мономаха» своего старшего внука от первого брака — малолетнего Дмитрия Ивановича (последний позже попал в тюрьму из-за интриг Софии, которая таким образом пыталась сохранить трон за своими собственными детьми). В 1547 г. впервые коронацию на царский престол, а не великокняжеский престол совершил 17-летний Иван IV Васильевич. Со времён Ивана IV венчание на трон государств «Всея Руси» проходило в Успенском соборе Кремля. Церемония была составлена по византийскому образцу.
Митрополит Московский (позже — патриарх Всея Руси) клал на монарха «крест Животворящий» и награждал его золотой шапкой — короной — по легенде, подарком византийских василевсов князю Владимиру Мономаху. Во времена Ивана IV и распространилась эта легенда — «Сказание о князьях Владимирских», согласно которой Константин IX Мономах в честь уважения прислал на Русь драгоценные регалии — венец и крест золотой, которые потом сделали из князей этой ветви Рюрикового дома последователей Византии. В XVII—XVIII ст. «Мономахов дар» увеличился в размерах, так как к нему причислили множество вещей, которые имели совсем постороннее происхождение. Ещё позже было доказано, что и венец, и другие «Мономаховы» вещи не имеют к известному Великому князю никакого отношения.

### Бармы
С XIII по XVIII ст. признаками личной княжеской власти служили бармы — драгоценные наплечные украшения, золотые цепочки, либо украшенные золотом и серебром пояса. Такие украшения, связанные с именами своих владельцев, передавались в наследство и фигурировали во многочисленных завещаниях.
Из сохранившихся в Оружейной палате: Бармы греческой работы.

### Шапка Мономаха
Древнейшая из корон, которые принадлежали владельцам Москвы, а потом России. Она была неотъемлемым атрибутом великокняжеской и царской власти, своеобразным символом России допетровского времени. Этой короной венчались все российские монархи с 1498 по 1682 гг., но в качестве повседневного убора она не использовалась. Эта корона вспоминается в княжеских завещаниях ещё со времен Ивана I Калиты, при этом она была собственностью князей, драгоценным украшением. Сказание о князьях Владимирских — политический трактат, появившийся в XVI в. — связывает эту шапку с византийским императором XI века Константином Мономахом, отсюда её название.
С конца XVI ст. внизу к «шапке» присоединяется соболиный мех. Золотой венец весит всего 698 грамм (без меха). С XVIII столетия «Шапка Мономаха» служила геральдической короной «Царства Большой, Малой и Белой Руси». В современной России «шапка» украшает гербы таких древних городов, как Рязань, Смоленск, Ярославль.
В 1682 г. в связи с появлением в России двух царей-соправителей Ивана V и Петра I для коронации младшего из них — Петра — была изготовлена в подражание шапке Мономаха другая аналогичная корона «малого наряда».

### Наперсный крест
Древнейший среди подобных регалий, с конца XVII ст. также связывали с легендарным «Мономаховым даром» —  Золотой Крест из Животворящего Древа. Регалия имеет форму прямоугольного серебряного реликвария, в середину которого вставлен золотой крест — мощевик, который содержал когда-то часть Гроба Господнего. Современный вид регалия получила в 1605 г., во времена Бориса Годунова, и золотой крест — мощевик, известный ещё с 1547 г., но, возможно, он ещё более древнего происхождения. До времён Петра I церемония венчания на трон русских монархов начиналась с возложения именно этого креста. Позже он хранился отдельно от других регалий — в кремлёвском Благовещенском соборе.

### Регалии Бориса Годунова
Скипетр и держава вообще как символы власти впервые появились во времена царя Бориса. Предположительно, этот комплект был получен через посла Афанасия Власьева при дворе Рудольфа II в 1599—1600 гг. Изготовлены в Западной Европе в лучших традициях ренессансного ювелирного мастерства придворными мастерами

### Регалии Михаила Федоровича
Во времена событий «Смутного» времени в 1610—1612 гг., согласно архивам «Великой Казны», кроме денег и других ценностей Королевичу Владиславу, как новоизбранному русскому царю Владиславу Жигисмонтовичу, были переданы две короны и два жезла-единорога, а также золотое седло царя Дмитрия Иоановича - Самозванца Лжедмитрия I . Но наиболее драгоценные вещи все время находились под пристальным боярским присмотром в оккупированном Кремле. Королевич Владислав, официально выбранный царём кремлёвским правительством Семибоярщиной и Земским собором на Сухаревом поле, но так и не коронованный в Москве, с уважением относился к российским церемониалиям и регалиям, и после заключения мира и отказа от царства, по условиям мирного договора отдал их в целостности Москве (заказав себе новую "Московскую" корону, в которой и был похоронен), поэтому сокровищница сохранила основные реликвии предыдущих царствований. Новый царь Михаил Фёдорович за долгие времена своей власти пополнил это уникальное собрание.

### Большой наряд
Большой наряд состоял кроме государственных регалий также из значительного количества церемониальных вещей и парадной экипировки.
1. Золотой Крест из Животворящего Древа, при нём цепь золотая (чепь крещатая).
2. Шапка Мономаха и другие царские венцы (см. Шапки Русского царства).
3. Бармы греческой работы — широкое круглое ожерелье.
4. Скипетр Большого наряда.
5. Яблоко золотое с крестом — то есть держава Большого наряда.
6. Окладень — цепь или перевязь с орлом.
7. Жезл греческой работы.
8. Платно царское.
9. Кафтан становой царский.
10. Царское место.
11. Предметы одежды (тафья, колпак, чёботы, посох, подаренный Михаилу Фёдоровичу в 1613 году, калита великого князя Данила).
12. Другие предметы: стоянец (стоян), на который ставилась держава, ковши для угощения послов, топоры рынд, золотые цепи рынд и другое.

### Регалии Петра I
В 1682 году на престоле России оказались одновременно два монарха — братья Иван V и Пётр I. Младшему из них потребовался второй комплект регалий.
Шапка Мономаха досталась старшему, Ивану V, то для коронации Петра I спешно изготовили венец, частично воспроизводивший оригинал — Шапка Мономаха второго наряда, скипетр, копирующий Скипетр Большого наряда — Скипетр Петра I. Второй державы изготавливать не стали. Также был изготовлен Двойной трон.

### Прочие регалии
- Шапки Русского царства
- Шапки ерихонские русских царей (шлемы)
- Скипетры России
- Державы России

## Императорские регалии
В России императорские регалии: корона, скипетр, держава, государственный меч, государственное знамя, большая государственная печать и государственный щит.

### Короны Российской империи
Основная статья: Короны Российской империи
Главной императорской короной страны являлась Большая императорская корона, сделанная для коронации императрицы Екатерины Великой. Также в империи создавались и другие короны (см. список), некоторые из которых уцелели.

### Скипетр
Императорский скипетр — одна из главных регалий монархов Российской империи. Скипетр был изготовлен в 1762 году для императрицы Екатерины Великой мастером Леопольдом Пфистерером, в 1774-м — дополнен бриллиантом «Орлов». После Октябрьской революции был передан в Гохран, с 1967 года вошёл в постоянную экспозицию коронных регалий Алмазного фонда в Оружейной палате.
Прочие см.: Скипетры России.

### Держава
Держава императорская  — одна из главных регалий монархов Российской империи, символ императорской власти.
При подготовке к коронации Екатерины II в 1762 году обнаружилось, что старая держава Елизаветы Петровны исчезла — драгоценные камни сняты, а золото «пущено в дело». Тогда по приказу будущей императрицы придворный ювелир Георг Фридрих Экарт за две недели изготовил новую державу. Она имела вид небольшого, безукоризненно отполированного золотого шара с бриллиантовым пояском и была увенчана полуобручем с крестом.
Свой современный вид императорская держава приобрела только при императоре Павле I, в начале XIX века. Под крестом был помещён цейлонский сапфир весом 200 карат, а в центре бриллиантовых поясов — крупный бриллиант массой 46,92 карата.
Прочие см.: Державы России.

### Государственный меч
Государственный меч Российской империи — один из овеществлённых символов императорской власти в России, отражающий право и обязанность правителя защищать своих подданных. Реально существующая на протяжении столетий единица холодного оружия. Значимый элемент, наравне с другими, формирующий понятие Исторические регалии Российского государства (Короны Российской империи, Императорский скипетр, Держава и так далее). Важный атрибут коронации всех российских императоров и императриц начиная с Елизаветы Петровны. В настоящее время — экспонат Государственной оружейной палаты.

### Державный щит
Державный щит Российской империи  был выбран среди других подобных экспонатов Оружейной палаты чисто как государственная регалия лишь в XVIII веке, во времена Елизаветы Петровны. Его торжественно выносили при коронациях всех последующих монархов в Успенском соборе Кремля. Некоторые авторы указывают, что щит выносился только при погребении, однако, согласно описанию коронаций русских царей щит выносили по крайней мере при коронации Александра III.

### Цепь и звезда ордена Андрея Первозванного
Большая императорская цепь и звезда ордена св. Андрея Первозванного были изготовлены придворными ювелирами в 1797 году к коронации Императора Павла I. Своим актом о престолонаследии Павел I узаконил передачу императорских регалий по наследству. С этого времени бриллиантовая цепь ордена Святого Апостола Андрея Первозванного стала возлагаться на всех последующих российских монархов, включая Николая II. Наряду с Большой Императорской короной, скипетром и державой орденская цепь и звезда вошли в число символов государственной власти в Российской Империи.
Цепь состоит из 20-ти, последовательно чередующихся звеньев трёх типов. Восемь звеньев разного размера в виде двуглавого орла, древнего символа России. Шесть звеньев напоминают о Святом Андрее, в честь которого Пётр I учредил высший орден Российской Империи. Остальные шесть изображают рыцарские трофеи и вензель из переплетённых латинских букв P.P.I. (лат. Peter Primor Imperator – Император Пётр Первый) , увенчанных императорской короной. Цепь держит знак ордена – орденский крест Андрея Первозванного . Материалы: золото, серебро, бриллианты, эмаль.
Восьмилучевая звезда состоит из серебра и рубинов. В её центре помещён медальон с изображением чёрного двуглавого орла, на груди которого красуется крест Святого Андрея (по форме напоминает "х"). Вокруг медальона золотыми буквами написан девиз ордена «За веру и верность».

### Прочие регалии
Для императора Павла I были изготовлены мальтийские регалии, в т.ч. корона; также были сделаны регалии Грузинского царства; хранились в Кремле и регалии Царства Польского.

## Регалии набольшом государственном гербе
Некоторые древние регалии использовались в геральдике до 1917 г., как определённые символы исторических земель и царств, из которых состояла Российская империя.
- Великая императорская корона — вверху, увенчивает императорскую мантию.
- Корона «Большого Наряда» — на щите с гербом Астраханского царства.
- Алтабасная шапка — на щите с гербом Сибирского царства.
- Не сохранена до нашего времени «Грузинская корона» — на щите с гербом Грузии.
- Символическая герцогская корона — на щите с гербом Финляндии. Эта корона никогда не существовала как отдельная регалия.
- Символическая герцогская корона — на щите с гербом Гольштейн-Готторп-Романовых. Эта корона тоже никогда не была изготовлена.
- Шапка Мономаха — на щите с гербом «Царства Большой, Малой и Белой Руси».
- Шапка Мономаха «второго наряда» — на щите с гербом царства Херсонеса Таврического.
- Императорская корона Анны Ивановны — на щите с гербом царства Польского.
- Шапка Казанская — на щите с гербом Казанского царства.
- «Государственный шлем» Михаила Фёдоровича — по центру, на щите с малым гербом Российской империи.